# بيت الخياري (بني العوام)

تعديل مصدري - تعديل

بيت الخياري هي إحدى قرى عزلة بني الذواد بمديرية بني العوام التابعة لمحافظة حجة، بلغ تعداد سكانها 140 نسمة حسب تعداد اليمن لعام 2004.